# Bitwa na Rożnym Polu
Bitwa na Rożnym Polu - odbyła się wiosną 1099 na uroczysku Rożne Pole koło Złoczowa, na wołyńsko-halickim pograniczu.
Z jednej strony walczyły wojska kijowskiego kniazia Świętopełka Izjasławicza, a z drugiej wojska kniaziów Wołodara i Wasylka Rościsławiczów. Bitwa zakończyła się zwycięstwem Rościsławiczów.
Bitwa była jedną z całego ciągu bitew toczonych wiosną 1099 pomiędzy książętami przemysko-halickimi a sojuszem kijowsko-wołyńskim, który obawiał się wzrostu potęgi Księstwa Halickiego.